# Collaboration en Belgique
La collaboration est un concept juridique qui, en Belgique, est qualifié par le Code pénal. Les articles, 113, 115, 118bis et 121bis abordent respectivement la collaboration militaire, la collaboration économique, la collaboration politique et intellectuelle et les dénonciateurs.
À l'issue de la Seconde Guerre mondiale, environ 80 000 citoyens belges ont été jugés coupables de collaboration avec l'ennemi. La collaboration militaire et politique tient une place centrale en Belgique avec des mouvements politiques tels que Rex, le VNV ou des divisions militaires comme la division SS Wallonie et la division SS Langemarck (flamande). La collaboration économique n'est cependant pas en reste mais ses frontières sont plus difficiles à délimiter. De nombreuses entreprises ont accepté de travailler pour l'occupant allemand, c'était probablement moins par sympathie pour l'idéologie nazie que pour maintenir leur compétitivité dans cette Europe en crise. Au côté d'une collaboration franche, on retrouve ainsi une politique du moindre mal, les premiers ne se posèrent bien vite plus de question, les seconds, tout en continuant parfois de soutenir le Gouvernement belge en exil, se compromirent peu ou prou avec l'occupant. Sur un plan plus culturel, la collaboration fut souvent le fait d'individus dans la presse écrite et parlée ou d'entreprise ayant fait le choix du moindre mal.

## Contexte
Lorsque la France et la Grande-Bretagne déclarent la guerre à l'Allemagne le 3 septembre 1939, la Belgique se proclame neutre. Néanmoins, les troupes allemandes pénètrent en Belgique le 10 mai 1940. Après 18 jours de combat, dont 5 jours sur la Lys, l'encerclement des troupes belges est complet du fait la retraite britannique pour rembarquer à Dunkerque, sans que rien soit prévu pour les Belges. Le roi Léopold III décide alors la capitulation des armées belges quand il constate le retrait unilatéral des troupes anglaises. Le premier ministre Hubert Pierlot et son gouvernement, en désaccord avec le roi, rejoignent Londres où ils dirigeront de 1940 à 1944 le Gouvernement belge en exil à la tête des Belges libres, notamment des troupes et des l'industrie du Congo belge, aux côtés d'autres ministres comme Paul-Henri Spaak, Camille Gutt et Albert de Vleeschauwer.
275 000 prisonniers sont envoyés en captivité en Allemagne. Mais, dans le cadre de la Flamenpolitik, qui visait plus ou moins à une annexion de la Flandre considérée comme « aryenne », Hitler libère les miliciens, sous-officiers et officiers de réserve néerlandophones.

## La collaboration d'État
La décision du roi de demander aux Allemands d'accepter la reddition de l'armée belge avait soulevé la réprobation des gouvernements belge, français et anglais qui la considéraient comme une décision unilatérale faisant peu de cas de la cause alliée. Mais le départ des troupes anglaises pendant la bataille de la Lys pour rembarquer à Dunkerque -sans que rien soit prévu pour sauver une partie au moins de l'armée belge- amena le roi à considérer qu'il n'était plus lié avec les alliés, ayant rempli son devoir de défendre le territoire belge sans faillir, comme l'avait fait son père en 1914. S'inspirant de manière trop rigide de cet exemple (alors que, en 1914, l'armée belge laissée à elle-même à Liège et jusqu'après le siège d'Anvers, continua malgré tout le combat jusqu'à l'Yser, le roi restant en Belgique avec les troupes). Cependant, le roi Léopold refusa de signer la reddition, laissant cela au commandant en chef adjoint, uniquement pour les troupes combattant sur le front des Flandres. Les forts de l'Est reçurent un ordre séparé de reddition, tandis que les quelques forces réfugiées en France, dont la majorité des conscrits ainsi que des marins et des aviateurs, pouvaient continuer la guerre ainsi que les troupes coloniales d'Afrique. La Belgique allait donc être représentée pendant cinq ans sur terre, sur mer et dans les airs, hors de l'autorité du roi Léopold III. Celui-ci, se considérant prisonnier de guerre comme ses hommes, refusa d'exercer toute fonction officielle, même s'il rencontrera le chancelier Adolf Hitler par qui il avait été convoqué. Cependant, il expédia à Hitler deux protestations contre les déportation. En réponse, il fut menacé d'être déporté à son tour, ce qui finit par arriver en 1944. Mis par l'Allemagne en résidence surveillée à Bruxelles, il épousa officiellement Lilian Baels malgré sa situation de prisonnier, ce qui ternit sa réputation auprès de la population belge. La majorité de celle-ci avait apprécié de le voir rester en Belgique pour partager le sort du pays vaincu, Mais son mariage, annoncé officiellement par le cardinal Van Roey, parut contraster avec le sort de centaines de milliers de prisonniers belges éloignés de leurs familles. 

### L’administration belge
Alors que le gouvernement belge d'Hubert Pierlot était parti en exil à Londres, des consignes ont été données aux secrétaires généraux des administrations belges afin de ne pas s'empêtrer dans une collaboration avec l'ennemi, une attitude dictée par l'expérience de la Première Guerre mondiale, notamment en France, et qui déboucha sur une politique dite politique du moindre mal qui consista, de fait, à supporter les ordres, les réquisitions des Allemands et les intrusions des collaborateurs de l'ennemi dans la gestion du pays. Ce fut notamment le cas pour le ravitaillement où il fallait concilier les réquisitions alimentaires de l'ennemi avec la nécessité de nourrir le pays.
Cependant, début 2007, le rapport du CEGES (Centre d'études guerre et société), établi après plus de deux ans de recherches, à la demande du gouvernement belge, questionne l’impuissance des autorités belges face à la spoliation et la déportation des juifs en Belgique. Sous le titre de « La Belgique docile : les autorités belges et la persécution des juifs en Belgique pendant la Seconde Guerre mondiale », cette étude de plus de mille pages démontre qu’une partie importante des autorités et administrations belges ont collaboré, sur ordre de l'ennemi, à l’identification et à la persécution des juifs belges et étrangers. Cette attitude peut être mise sur le compte de la peur, les récalcitrants étant arrêtés comme otages, ce qui fut le cas de plusieurs hauts fonctionnaires dont le bourgmestre de Bruxelles. En effet, une ordonnance allemande du 2 décembre 1941 crée l'Association des Juifs en Belgique (AJB) dont la tâche était notamment de recenser l'ensemble des juifs présents sur le territoire belge. Ces faits, longtemps méconnus, n’ont encore fait l’objet d’aucune reconnaissance officielle, mais n'ont jamais été couverts par le gouvernement belge légal en exil à Londres, seul autorité par le droit national et international à représenter l'État belge. Une proposition de résolution déposée au Sénat, vise à éclaircir ce point. La question est que les autorités belges, notamment les fonctionnaires, avaient été dotées par le gouvernement belge d'un pouvoir de gestion limité aux affaires courantes. Elles n'étaient, en aucun cas, autorisées à appliquer la politique allemande, notamment quant aux ordres contraires à la convention de Genève. Les gouverneurs, secrétaires généraux, fonctionnaires, magistrats et responsables des milieux d'affaires qui se refusèrent à appliquer les ordres des Allemands furent démis par les Allemands et, pour certains, arrêtés, comme le bourgmestre de Bruxelles, et même abattus comme le batonnier Braffort ou le gouverneur de la société générale, Alexandre Galopin. À partir de 1941, l'occupant place toutefois des relais collaborationnistes au sein du Comité des Secrétaires-généraux où à des postes-clefs. Gérard Romsée nommera ainsi Emiel Van Coppenolle à la tête de la gendarmerie nationale belge en février 1943.
La passivité du roi et le départ en exil du gouvernement impliquaient de facto la disparition de l'autorité de l'État belge sur ses administrations. Le maintien des administrations en place par l'appareil nazi, les mettant sous tutelle d'une Militärverwaltung (contrairement à la France de Vichy placée sous commandement militaire, mais dont l'autorité civile du gouvernement Pétain appliqua une politique anti-juive et même lutta contre la résistance). La passivité de l'administration, sauf des renégats se libérant de la consigne de ne pas seconder l'ennemi, accentua, dans les rangs de l'administration, des positionnements variables allant du sabotage des activités allemandes (comme à la poste) à l'établissement de réseaux d'espionnage aux (Chemins de fer). Dans l'industrie, le freinage des fabrications réquisitionnées alla jusqu'au sabotage. Enfin, les déportations entraînèrent l'entrée en clandestinité de Belges voulant se soustraire à l'ennemi, alimentant ainsi des maquis, notamment en Ardenne.

### La question royale
Sans être collaborationniste, l'attitude de neutralité du roi est sujette à la critique. C'est la naissance de la Question royale.
Le roi reste en effet en contact avec la machine administrative en place et n'entreprend aucun contact avec les tentatives du gouvernement en exil à Londres qui envoie des émissaires dans ce but.
La résistance passive de la population a pu être comparée à celle du Roi. Mais dans la mesure où l'on doit considérer la monarchie constitutionnelle comme une haute magistrature d'influence, il convient de signaler que, via certains membres de son Cabinet qui le couvrent, particulièrement le Comte Capelle, le Roi est resté en contact avec les éléments belges qui administraient la Belgique occupée, parfois des collaborateurs comme le gouverneur du Limbourg, ainsi que les Allemands. Il a pu donner le sentiment à des collaborateurs intellectuels comme Robert Poulet qu'il l'encourageait. Il a donné  des instructions aux ambassadeurs belges via l'ambassadeur en Suisse pour qu'ils adoptent une attitude correcte à l'égard des diplomates allemands qu'ils rencontraient lors de leurs inévitables contacts avec le corps diplomatique de pays dans le monde entier. Léopold III  reconnaît qu'il a donné ses conseils diplomatiques dans son autobiographie posthume Pour l'Histoire publiée en 2001. Ils tendaient à faire penser que l'état de guerre avait cessé entre la Belgique et le Reich. Cependant, durant toute la guerre, une partie de la Résistance continue à se réclamer du Roi. D'ailleurs, le roi fit attribuer des armes au M.N.R, (Mouvement national royaliste) par l'intermédiaire d'un de ses anciens attachés  militaires et, consulté par la résistance, il donna son accord à la nomination du colonel Bastin, choisi par le gouvernement belge en exil à Londres, pour  prendre la tête de la résistance unifiée.

## Les collaborateurs en Belgique
Les collaborateurs représentent un certain nombre de mouvements politiques, syndicaux, associatifs, des journaux, journalistes et intellectuels, qui faisaient la promotion de la collaboration et souhaitaient l'annexion pure et simple du pays au troisième Reich.

### Le nationalisme flamand

Drapeau de la Algemeene-SS Vlaanderen.

Le nationalisme flamand, encouragé par Hitler, a contribué à la collaboration. Les nationalistes flamands réclament une Flandre indépendante, vassale privilégiée du Reich, voire la renaissance de l'État bourguignon du XVe siècle (allant des Pays-Bas à la Bourgogne). Certains, tels la Algemeene-SS Vlaanderen, réclament toutefois l'intégration complète de la Belgique au Reich.
- Le chef du mouvement est Staf De Clercq, cofondateur et chef du Vlaamsch Nationaal Verbond (VNV).
- Le VNV a absorbé le Verdinaso et le Rex flamand. Presse : Volk en Staat. (Le Verdinaso ou Dinaso : Verbond van Dietsche Nationaal-Solidaristen, créé par Joris van Severen).
- De Vlag (Duitsch-Vlaamsche Arbeidsgemeenschap) dirigé par Jef van de Wiele. Groupe du même style mais rival du VNV.
- La 6. SS-Freiwilligen-Sturmbrigade Langemarck.
- S.S. Westland Regiment
- Milices : Vlaamsch Legioen, Vlaamsche Wacht, Dietsche Militie, Zwarte Brigade, etc.
- Le Deutscher Sprachverein (DSV)
- La Deutsch-Belgische Gesellschaft
- Nationaal-socialistische beweging in Vlaanderen (NSBiV) dirigé par J. B. Bellefroid.

### Léon Degrelle et le rexisme
- Léon Degrelle, fasciste avant la guerre, leader du Rexisme, SS wallon.
- Légion Wallonie. Formation antibolchevique composée en majorité de Rexistes mise sur pied en juillet-août 1941 et engagée sur le front de l'Est aux côtés de la Heer (armée de terre) (08.08.1941-01.06.1943). Commandeurs : Major G. Jacobs, Capitaine B.E.M. P. Pauly, Capitaine G. Tchekhoff, Capitaine L. Lippert.
- Brigade d'Assaut Wallonie. Nouvelle dénomination de la Légion Wallonie lorsque celle-ci passe à la Waffen-SS le 01.06.1943. Commandeurs : SS-Sturmbannführer Lucien Lippert (01.06.1943-13.02.1944, ensuite sans titulaire (Degrelle étant reconnu comme Chef politique et non pas comme Commandeur), SS-Oberführer K. Burk (01.06.1944-septembre 1944).
- Division SS Wallonie. Issue de la Brigade d'Assaut (septembre 1944). Commandeur : SS-Sturmbannführer (ensuite SS-Oberstrumbannführer) Léon Degrelle.
- Gardes wallonnes. Unité paramilitaire mise sur pied par le Mouvement de Rex.
- Formations de Combat. Milice du Mouvement de Rex.
- Formation B. Milice armée du Mouvement de Rex affectée à la protection rapprochée des édiles rexistes. Chef. Joseph Pévenasse[6].
- Département de Sécurité et d'Information-D.S.I.. Divisés en plusieurs Brigades (A, B, D, et Z), ses effectifs sont actifs dans la contre-terreur. Chef : C. Lambinon.

### La collaboration de gauche et de droite
- Henri de Man, chef du Parti ouvrier belge (POB), le principal parti socialiste du royaume. De Man créée en novembre 1940 un syndicat unique, l'UTMI (Union des travailleurs manuels et intellectuels).
- L'UTMI (Union des travailleurs manuels et intellectuels). Le comité central est composé de socialistes, de démocrates-chrétiens, de syndicalistes libéraux. Edgard Delvo, socialiste et pacifiste, prend en 1942 sa direction. Donc Henri De Man se réfugie en Haute-Savoie et les socialistes, les libéraux et les jocistes quittent l'UTMI. Edgar Delvo poursuit l'UTMI avec des effectifs nationalistes flamands et wallons réduit mais résolus.
- Les Amis du Grand Reich Allemand (AGRA), est fondé par Joseph Spilette, Alfons De Boungne et dirigé par Georges Scaillet. L'AGRA recrute essentiellement des gens de gauche opposés au rexisme. Mais les deux formations finiront par s'entendre.
- Deutsch-wallonische Arbeitsgemeinschaft (Dewag), organisation créé en 1943 par les SS pour dépasser l'AGRA et dirigée par Camille-André Ernaelsteen. Dewag tente de noyauter les Cercles Wallons de Roger De Moor (AGRA), foyers de détente des ouvriers wallons en Allemagne, et les Maisons Wallonnes, dirigées par Paul Garain (président de l'UTMI wallonne).
- Le Journal de Charleroi, journal socialiste et pro-collaborationniste dirigé par J. Spilette. En 1941, il fait la promotion du Mouvement national-socialiste wallon(autre dénomination de l'AGRA), partisan d'un « État raciste » wallon.
- La Légia (à Liège) est dirigée par Pierre Hubermont, écrivain prolétarien qui défend une ligne socialiste, collaborationniste modérée. Hubermont mène aussi plusieurs journaux édités par la « Communauté Culturelle Wallonne - CCW », dont « La Wallonie » (revue culturelle de bon niveau qui ne doit pas être confondue avec le journal La Wallonie).

### Autres mouvements collaborationnistes wallons
- Comité national wallon créé par Raymond Colleye
- Communauté Culturelle Wallonne (CCW). Présidents : Georges Wasterlain, ensuite Pierre Hubermont. D'autres membres de la CCW sont Yvon Falise, Mambourg, Simar, Tonus et Jouan.
- Ligue antimaçonnique belge
- Défense du peuple est la consœur francophone du Volksverwering en Flandre créé par René Lambrichts.
- Mouvement National Populaire Wallon (MNPW) créé par Antoine Leclercq. Fusionnera avec la Défense du Peuple.
- Parti national-socialiste Wallon, fondé en 1941 par Julien Velut
- Jeunesse Rexiste
- Jeunesse Légionnaire
- Amitié Culturelle Estudiantine Germano-Wallonne-A.G.W.
- Association des Étudiants Wallons-A.D.E.W.
- Jeunesse Estudiantines Wallonnes-J.E.W.
- Jeunesse Wallonne - JW
- Jeunesse Romane
- Bien-Être du Peuple-B.E.P.

### Divers collaborationnistes à classer
- Intellectuels et journalistes : Robert Poulet, Paul Colin, Pierre Daye, Raymond de Becker, Pierre Hubermont, Frans Daels.
- Presse : Le Nouveau Journal, Cassandre, La Légia, Le Journal de Charleroi, La Gazette de Charleroi, Le Journal du Borinage, Le Journal de Tournai, Die Brüsseler Zeitung, Le Combattant Européen (publication de la Division Wallonie), La Wallonie, Jeune Légion, Le Pionnier, Le Travail, La Toison d'Or.
- Deutscher Sprachverein-DSV : Mouvement qui, sous la couverture de manifestations culturelles, poursuit l'annexion au Reich des régions patoisantes allemandes de la province de Luxembourg.
- Robert Jan Verbelen, chef de la De Vlag Veiligheidscorps (« corps de sécurité » SS), qui atteint le grade d'Hauptsturmführer. Le Veiligheidscorps effectua des attentats à la grenade contre des cafés, etc., et c'est Verbelen qui fit assassiner Alexandre Galopin, le directeur de la Société générale de Belgique.
- Prosper Dezitter, traître à la solde de l'Abwehr, et sa maîtresse Florentine Giralt.
- Icek Glogowski, traître juif travaillant pour la Sipo-SD.
- Prosper Teughels, bourgmestre rexiste du Grand Charleroi.
- Paul van Aerschodt, Agent administratif de la Werbestelle.

## Les exécutés (peine de mort)
Inciviques condamnés par la Cour d'assise du Brabant.
|      | Condamné                   | Détails                          |
| ---- | -------------------------- | -------------------------------- |
| 1919 | Borms, Auguste             | Activisme                        |
| 1919 | Rosenbaum, Herman          | Activisme                        |
| 1919 | Belvaux, Henri             | Activisme                        |
| 1919 | Kersten, Henri             | Activisme                        |
| 1919 | Bussens, Jules             | Activisme                        |
| 1919 | Kemmerich, Joseph          | Activisme                        |
| 1920 | Tack, Pieter               | Activisme                        |
| 1920 | Lambrichts, Jacob          | Activisme                        |
| 1920 | ver Hees, Emiel            | Activisme                        |
| 1920 | Vernieuwe, Telesphorus     | Activisme                        |
| 1920 | Van den Broeck, Joseph     | Activisme                        |
| 1920 | Dumon, Emile               | Activisme; assistance à l'ennemi |
| 1920 | Brijs, Achiel              | Activisme                        |
| 1920 | De Decker, Jozuë           | Activisme                        |
| 1920 | De Vreese, Willem          | Activisme                        |
| 1920 | De Clercq, René            | Activisme                        |
| 1920 | Van Roy, Alphonse          | Activisme                        |
| 1920 | Plancaquaert, Hector       | Activisme                        |
| 1920 | Depla, Alfons              | Activisme                        |
| 1920 | Martens, Adriaan           | Activisme                        |
| 1920 | Mommaerts, Hendrik         | Activisme                        |
| 1920 | Haller von Ziegesar, Jozef | Activisme                        |
| 1920 | Fraignaert, Arthur         | Activisme                        |
| 1920 | De Cneudt, Richard         | Activisme                        |

## Sources de l'article
- «  Eddy De Bruyne&Marc Rikmenspoel :For Rex and Belgium|For Rex and Belgium. Léon Degrelle and Walloon Political & Military    Collaboration 1940-1945  » (2004,  (ISBN 1-874622-32-9))